# Чжан Сянь
Чжан Сянь (кит. 张弦; род. 1973, Даньдун) — китайско-американская женщина-дирижёр.
Начала заниматься на фортепиано под руководством своей матери, затем окончила Пекинскую консерваторию. Дебютировала за пультом Китайской государственной оперы в возрасте 19 лет, проведя «Свадьбу Фигаро».
С 1998 года живёт и работает в США. Получила степень доктора музыки в Консерватории Цинциннати, в ходе работы над диссертацией также руководила оркестром консерватории. В 2002 году стала одним из победителей конкурса молодых дирижёров, проводившегося под патронажем Лорина Маазеля, после чего по его приглашению на протяжении семи лет работала на разных должностях в Нью-Йоркском филармоническом оркестре, в 2004 году дебютировала за пультом с основным составом оркестра. Одновременно в 2005—2007 гг. занимала пост музыкального руководителя Симфонического оркестра Сиу-сити.
В 2009 году возглавила Миланский симфонический оркестр имени Джузеппе Верди, оказавшись первой женщиной во главе итальянского симфонического оркестра; сообщалось, что выбор был сделан после того, как она впервые выступила с оркестром, будучи на седьмом месяце беременности.